# بروبالايوثيريم

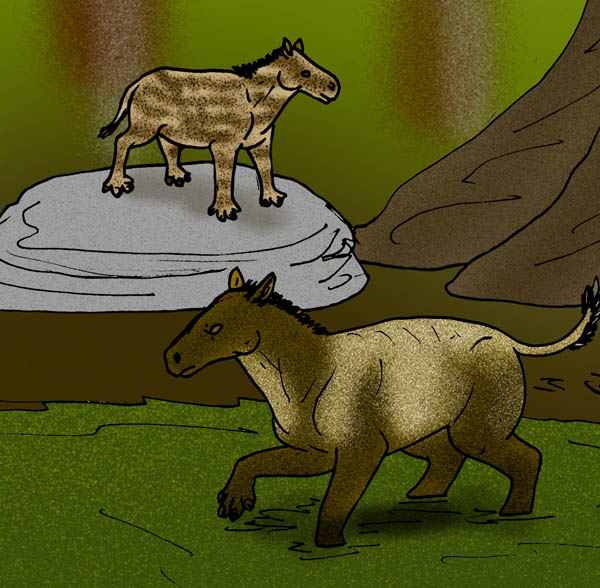
بي هاسياكام ويوروهيبس پارڤيلس

الپروبالايوثيريم (Propalaeotherium) هو جنس منقرض من الخيليات الصغيرة، استوطن أوروبا و آسيا خلال الإيوسين المبكر والأوسط.

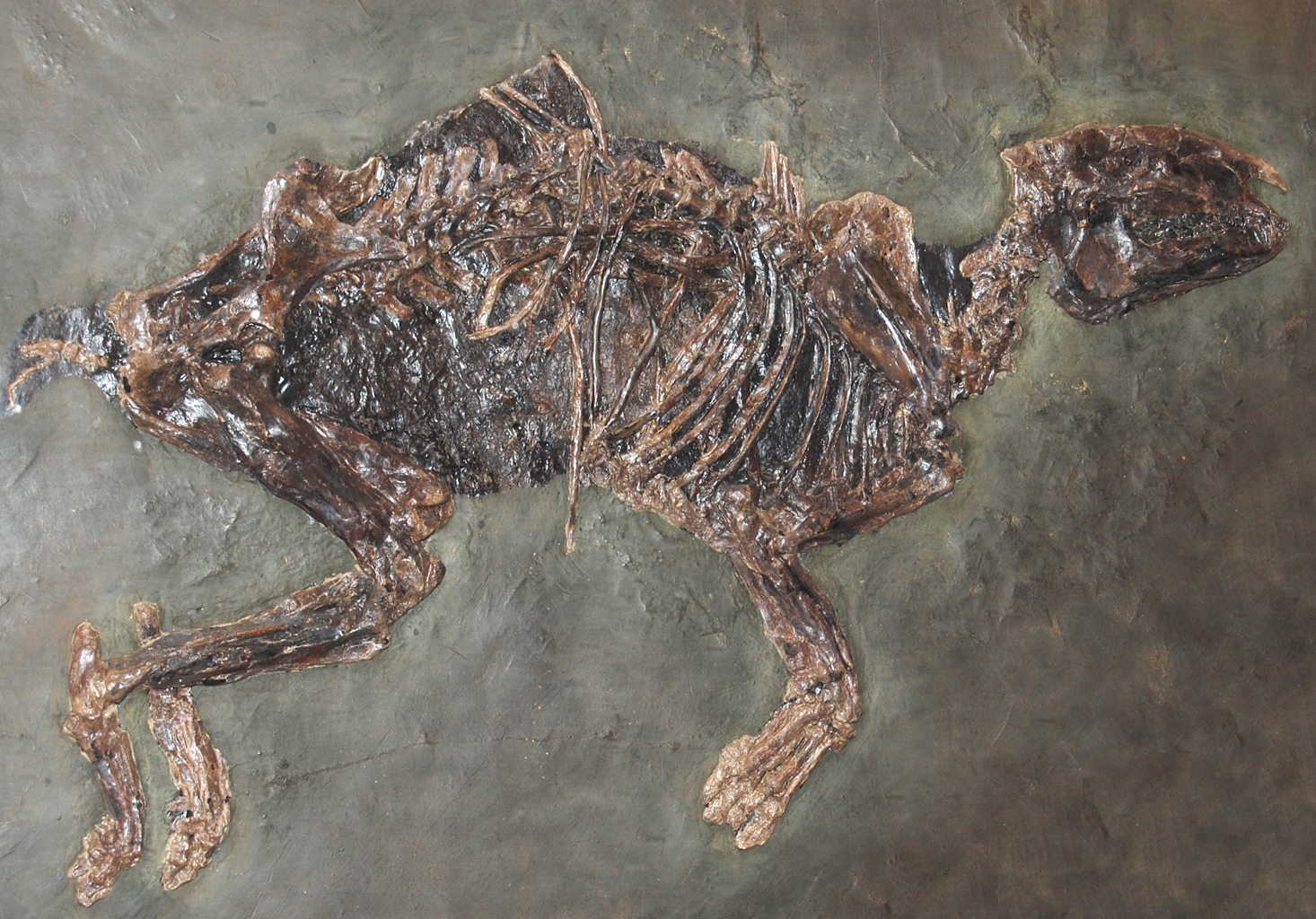
حفرية في فيينا

## في الثقافة العامة
- ظهر الپروبالايوثيريم في حلقة من البرنامج الوثائقي برفقة الضواري.

## وصلات خارجية
- BBC Online Science and Nature
- Horse Evolution